# Acrossocheilus monticola
Acrossocheilus monticola är en fiskart som först beskrevs av Günther, 1888.  Acrossocheilus monticola ingår i släktet Acrossocheilus och familjen karpfiskar. Inga underarter finns listade i Catalogue of Life.